# Carl Alburn
Carl Alburn, född 21 januari 1859 i Snårestads socken, Malmöhus län, död 2 september 1945 i Landskrona, var en svensk förvaltare.
Alburn genomgick lantbruksskolan i Trelleborg 1881. Han var bokhållare på Ovesholms slott 1881–83 och förvaltare på Kronovalls slott 1883–1903. Han var därefter anställd hos Svenska Sockerfabriks AB som inspektor på Teckomatorps gård 1903–14 och som förvaltare på Säbyholm från 1914.